# Sericoderus flavidus
Sericoderus flavidus är en skalbaggsart som beskrevs av Leconte 1852. Sericoderus flavidus ingår i släktet Sericoderus och familjen punktbaggar. Inga underarter finns listade i Catalogue of Life.